# Красний Ключ (Сернурський район)
Кра́сний Ключ (рос. Красный Ключ, марій. Орлоп) — присілок у складі Сернурського району Марій Ел, Росія. Входить до складу Сердезького сільського поселення.

## Населення
Населення — 40 осіб (2010; 44 у 2002).
Національний склад (станом на 2002 рік):
- росіяни — 95 %